# Якубович Ігор Валентинович
Ігор Валентинович Якубович (* 11 квітня 1966 року, м. Жмеринка, Вінницька область) — голова правління ПАТ «Державна продовольчо-зернова корпорація України» з 30 січня 2013 року по лютий 2014 року.

## Освіта
Освіта — вища. Вищий навчальний заклад «Університет сучасних знань» (2005), фінанси; Українська Академія державного управління при Президентові України, (2003), магістр державного управління; Курганське вище військово-політичне авіаційне училище (1987).

## Біографія
Народився у Жмеринці (Вінницька область).
- 1987–1991 рр. — служба в лавах Радянської Армії.
- 1991–1992 рр. — консультант міського комітету Компартії України у Вінницькій області
- 1992–1994 рр. — директор Вінницького обласного відділення «Вінницятурист»
- 1994–2002 рр. — підприємницька діяльність
- 2002–2003 рр. — перший заступник начальника Головного управління економіки Вінницької ОДА
- 2003–2004 рр. — начальник Головного управління економіки Вінницької ОДА
- 2004–2005 рр. — головний консультант відділу взаємодії з місцевими органами державної влади Адміністрації Президента України
- 2005–2006 рр. — заступник голови правління ЗАТ «Інвестиційні технології»
- 2006–2008 рр. — заступник, генеральний директор ДП "Торговий дім «Крона»
- 2009–2010 рр. — заступник директора Департаменту інженерно-технічного забезпечення — начальник Державної інспекції по нагляду за технічним станом машин Міністерства аграрної політики України
- 24 березня 2010 — 1 лютого 2012 — заступник Міністра аграрної політики України. Призначений Розпорядженням Кабінету Міністрів України від 24 березня 2010 р. № 625-р. Звільнений Указом Президента України від 1 лютого 2012 р. № 53/2012.
- 10 лютого 2012 р. — наказом Міністра аграрної політики та продовольства призначений на посаду заступника Генерального директора Аграрного фонду.
- 11 квітня 2012 р. — Кабінет міністрів України розпорядженням № 190-р від 11 квітня 2012 р. призначив Ігоря Якубовича генеральним директором Аграрного фонду[1].
- 30 січня 2013 року — призначений на посаду голови правління ПАТ «Державна продовольчо-зернова корпорація України».

## Діяльність
Під керівництвом Ігоря Якубовича Аграрний фонд у 2012 році провів перший етап форвардних закупівель зерна врожаю 2012 року. В результаті сільгоспвиробники заявили на продаж 906 тисяч тонн зерна, з яких до інтервенційного фонду було закуплено 867 тисяч тонн пшениці та 40 тисяч тонн жита. Аграрний фонд завершив форвардні закупівлі зерна.

## Відео
- YouTube [Архівовано 21 січня 2014 у Wayback Machine.] Ігор Якубович про фінансування Аграрного фонду
- YouTube Ігор Якубович про нестачу зерна в Аграрному фонді
- RegioNews[недоступне посилання з серпня 2019] Ігор Якубович про випуск ОВДП
- YouTube Меморандум з молокопереробниками